# 무화과 (1935년 영화)
《무화과》는 한국에서 제작된 나운규 감독의 1935년 영화이다. 윤봉춘 등이 주연으로 출연하였다. 우미관에서 초연되었다.

## 출연

### 주연
- 윤봉춘

## 같이 보기
- 일제강점기
- 한국의 영화
- 한국 관련 문서 색인